# Leucoplema
Leucoplema is een geslacht van vlinders van de familie Uraniavlinders (Uraniidae), uit de onderfamilie Epipleminae.

## Soorten
- L. ansorgei (Warren, 1901)
- L. dohertyi (Warren, 1904)
- L. triumbrata (Warren, 1902)